# Eurypegasus
Eurypegasus es un género de peces gasterosteiformes de la familia Pegasidae.

## Especies
Se reconocen las siguientes especies:
- Eurypegasus draconis
- Eurypegasus papilio